# Sparrsätra-Breds församling
Sparrsätra-Breds församling är en församling i Upplands västra kontrakt i Uppsala stift. Församlingen ligger i Enköpings kommun i Uppsala län och ingår i Enköpings pastorat.

## Administrativ historik
Församlingen bildades 2006 genom sammanslagning av Sparrsätra och Breds församlingar och ingick därefter till 2014 i Tillinge pastorat. Från 2014 ingår församlingen i Enköpings pastorat.

## Kyrkor
- Sparrsätra kyrka
- Breds kyrka